# Gastone Brilli-Peri
Gastone Brilli-Peri, italijanski dirkač, * 24. marec 1893, Montevarchi, Italija, † 22. marec 1930, Tripolis, Libija.

## Življenjepis
Gastone Brilli-Peri se je rodil 24. marca 1893 v italijanskem mestu Montevarchi. Prvo pomembnejšo zmago je dosegel v sezoni 1923, ko je zmagal na dirki Velika nagrada Mugella. Svojo najpomembnejši zmago pa je dosegel v sezoni 1925, ko je z dirkalnikom Alfa Romeo P2 zmagal na dirki za Veliko nagrado Italije, s čimer je svojemu moštvu Alfa Romeo zagotovil naslov Svetovnega konstruktorskega prvenstva. V tej sezoni je zmagal še na dirki Perugia Cup. V sezoni 1926 je dosegel zmago na dirki Velika nagrada Savia, sezona 1929 pa je bila njegova najuspešnejša v karieri, saj je dosegel kar štiri zmage na dirkah Velika nagrada Tripolisa, Velika nagrada Mugella, Velika nagrada Cremone in Velika nagrada Tunisa, s čimer je najuspešnejši dirkač sezone po številu zmag. Na treningu pred dirko za Veliko nagrado Tripolisa v naslednji sezoni 1930 pa se je smrtno ponesrečil v starosti 37-ih let.